# Agrias hewitsonius
Agrias hewitsonius is een vlinder uit de familie van de Nymphalidae. De wetenschappelijke naam van de soort is voor het eerst geldig gepubliceerd in 1860 door Henry Walter Bates.